# Ramón Tejedor
Ramón Tejedor Sanz (n. Zaragoza; 1955) es un político español del PSOE.

## Biografía
Es licenciado en Física por la Universidad de Zaragoza. En representación del PSOE fue diputado de las Cortes de Aragón entre 1983 y 1999. Entre 1986 y 1989 fue director gerente del Instituto Tecnológico de Aragón, y después vicepresidente del Consejo Social de la Universidad de Zaragoza. Tras la llegada de José Marco al poder en 1993, fue nombrado consejero de Presidencia y Relaciones Institucionales del Gobierno de Aragón.

### Presidente del Gobierno de Aragón (1995)[4]
Tras la dimisión de Marco en enero de 1995, presidió el Gobierno de Aragón hasta julio del mismo año, tras la llegada al poder del Partido Popular de Santiago Lanzuela. 

### Trayectoria posterior
Después, fue portavoz del PSOE en las Cortes de Aragón. Con la vuelta del PSOE al Gobierno aragonés, ocupó el cargo de Secretario General de Relaciones con las Cortes. En julio de 2007 fue nombrado director general de la Corporación Aragonesa de Radio y Televisión (organismo público del Gobierno de Aragón para emisión de radio y televisión), cargo que ocupó hasta septiembre de 2011. De 2015 a 2019 dirigió el Instituto Aragonés de Fomento, agencia de desarrollo regional del Gobierno de Aragón. De 2019 a 2023 dirigió Aragón Exterior (AREX), empresa pública del Gobierno de Aragón, dedicada al fomento de la internacionalización empresarial y a la captación de inversiones extranjeras.